# Jingmao (sockenhuvudort i Kina, Shanxi Sheng, lat 35,88, long 111,36)
Jingmao är en sockenhuvudort i Kina. Den ligger i provinsen Shanxi, i den norra delen av landet, omkring 250 kilometer sydväst om provinshuvudstaden Taiyuan. Antalet invånare är 16 558. Befolkningen består av 8 179 kvinnor och 8 379 män. Barn under 15 år utgör 15,0 %, vuxna 15-64 år 75 %, och äldre över 65 år 8,0 %.
Runt Jingmao är det tätbefolkat, med 493 invånare per kvadratkilometer. Närmaste större samhälle är Fencheng, 10,2 km sydväst om Jingmao. Trakten runt Jingmao består till största delen av jordbruksmark.
Genomsnittlig årsnederbörd är 635 millimeter. Den regnigaste månaden är juli, med i genomsnitt 164 mm nederbörd, och den torraste är december, med 3 mm nederbörd.